# 刺股

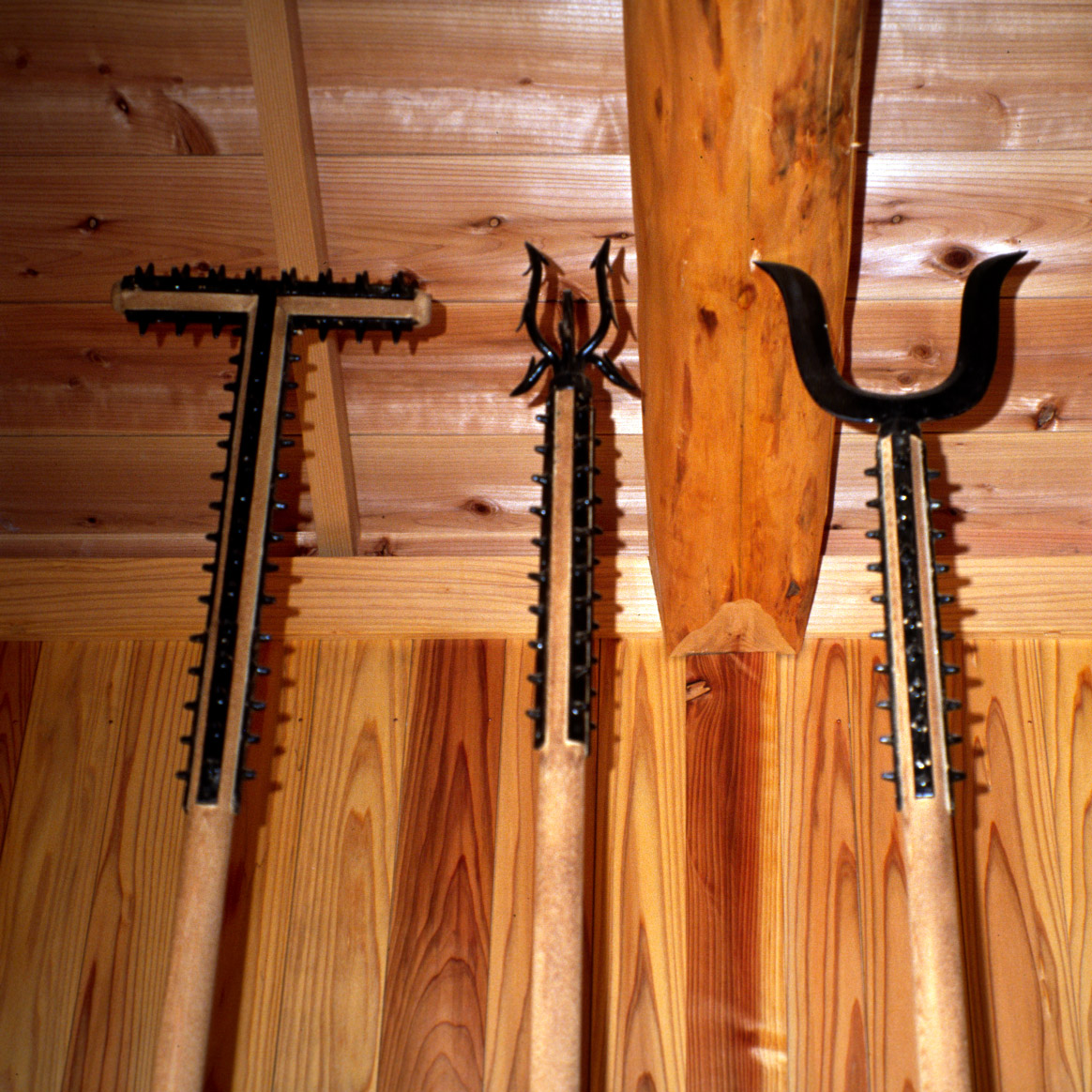
三道具
右が刺又

刺股（さすまた）は、相手の動きを封じ込める武具及び捕具。「指叉」、「刺又」とも表記されるが、ひらがな、カタカナで書き表すこともある。
U字形の金具に2-3メートルの柄がついており、金具の部分で相手の首や腕などを壁や地面に押しつけて捕らえる。また先端金具の両端には折り返し部分が付いており、これを対象者の衣服の袖等に絡めて引き倒す際にも利用される。
元々は江戸時代に作られた物で、暴れる犯罪者の動きを封じ込めるために捕物用として使われた。柄が長いため、ナイフのような小型の刃物や刀などを持った相手と距離をおいて、安全に対応することができる。ただ、構造や機能から飛び道具一般への対応は基本的にできない。

## 歴史的背景

消防署の地図記号

江戸時代には犯罪者を捕獲する捕り物のための三道具の内の一つとされ、突棒・袖搦と共に、日本では古くより捕縛に使う道具として発展してきたため、三道具術なる刺股・突棒・袖絡を使う武芸の一種として発展した。『和漢三才図会』には、関人（せきもり）・門番が用いるものとしての記述がみられる。
町火消が家屋の破壊器具として使用していたこともあった。これは当時、延焼中の家屋を手早く引き倒して防火帯とし、延焼を防止して消火していたためである。現在の消防署の地図記号はこの刺股を図案化したものである。
捕り物用の物では、対象が柄を掴んで逃れたりしないよう、柄の金具に近い部分には鋭く長い刺があり、これを集団で用いて金具部分で叩いたり押さえ込んだりして対象者の活動を停止させて捕縛した。
刺股を使う三道具術は、現在では古武術の一部流派を除きほとんど残っていないが、昨今では防犯用品として見直されつつある関係上、これを復興する動きも見られる。

## 防犯器具として

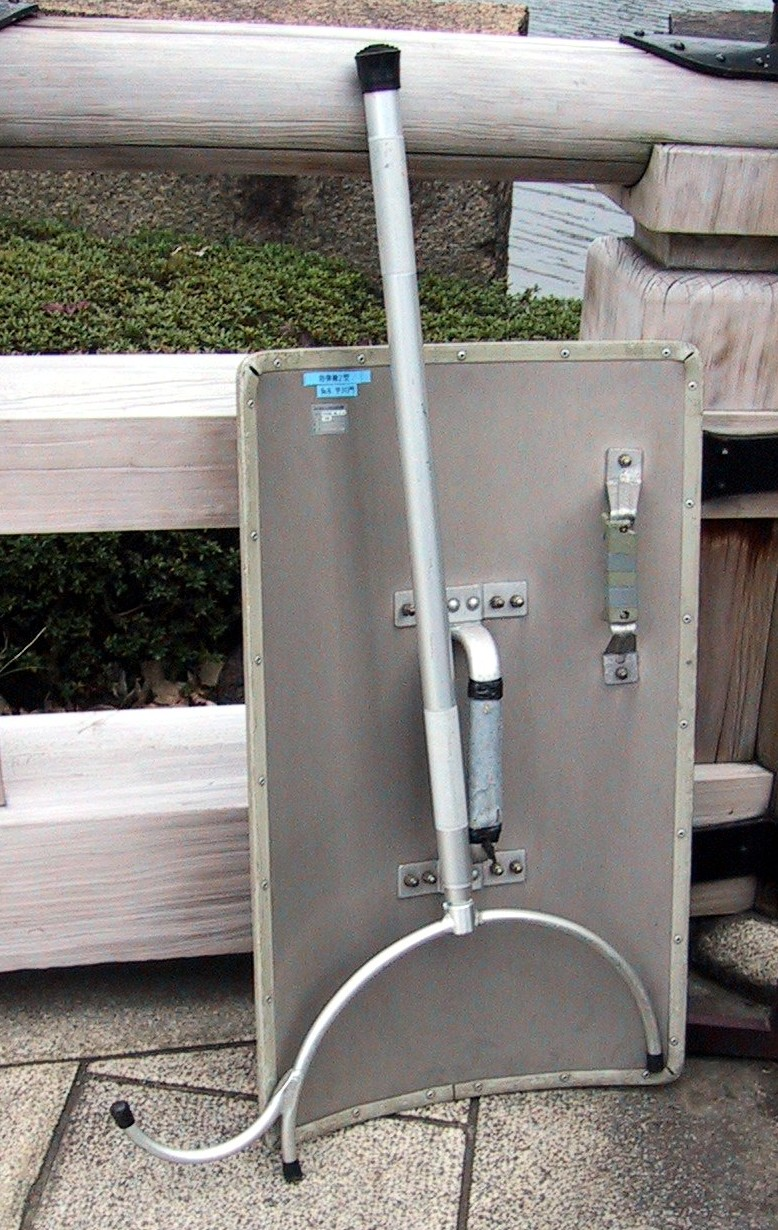
日本の警察で使用するジュラルミン製の盾と、アルミ製の刺股。この刺股の柄は伸縮式で、写真は柄を縮めた状態である。

現代では、柄が木製からアルミや強化プラスチック製になり軽量化され、更に取り回しが楽になった物が登場しており、警察でも使用されている。近年では附属池田小事件やその他の不審者らによる学校侵入事件が相次いだ2002年以降、防犯グッズとして教育委員会や小学校、中学校、高等学校が学校施設の防衛力強化に導入するところが増えており、また金融機関も強盗の被害から防衛する意図で導入する動きも見られる。その他、民間警備会社所属の警備員も警備業法の改正により刺股の携帯及び使用が可能となった。
刺股だけでは制止力に欠けるため、同器具で対象者と距離を取った上で催涙スプレーなどで相手の行動の自由を奪い捕縛するといった方法もみられる。刺股だけで対象者を制圧する事は困難で技術を要するため、対象者を怯ませて撃退するか、もしくは壁などに押さえ付けて応援を待つために利用される。
パイプ部分をコイルスプリングで囲い込むことで、対象者がパイプをつかんでもパイプに力が直接及ばないようにした製品もある。また警察の要請を受け、行動束縛の効果を高めるため、先端に巻き付くベルトを取り付け対象者を縛ったり、同タイプのベルトにワイヤーを取り付け刺股を引くことで転ばせる製品など、刺股を扱う技術が乏しくても効果が出るような製品の開発が行われている。
ただし、これらの行為は、単独では対象者の腕力が取り押さえる側よりも強い場合に、返り討ちに遭う危険も伴うため、複数人数で同器具を複数用いて集団で押さえ込む方法が勧められる。刺股の製造メーカーも「不審者対応のプロである警察現場でも、さすまたは複数用意し、大人数で不審者を押さえこむのが大前提で、少ない人数で凶悪な不審者と対峙することは想定されていません」と注意を呼びかけている。
江戸時代の刺股術では首や手足を押さえ込むような物が多かったが、現用の刺股では対象者の胴体を押さえ込むよう、先端部の金具が大型化している。これは、使う場合には胴体を押さえ込む方が、手でガードされやすい首や、動きの速い手足を狙うよりも命中させやすいであろうことを期待した設計となっている。